# Dacnusa longithorax
Dacnusa longithorax is een insect dat behoort tot de orde vliesvleugeligen (Hymenoptera) en de familie van de schildwespen (Braconidae). De wetenschappelijke naam van de soort werd voor het eerst geldig gepubliceerd in 1962 door Vladimir Ivanovitj Tobias.